# Micrurus stewarti
Micrurus stewarti là một loài rắn trong họ Rắn hổ. Loài này được Barbour & Amaral mô tả khoa học đầu tiên năm 1928.